# Зора очајника
Зора очајника или Текила санрајз је амерички филм из 1988. који је режирао Роберт Таун. Главне улоге играју: Мел Гибсон, Мишел Фајфер и Курт Расел.

## Радња
Радња се одвија у Сједињеним Државама око 1980-их. Дејл „Мек“ МекКјусик и Ник Фриша су блиски пријатељи. Дејл је дилер дроге који је одлучио да раскине са криминалном прошлошћу. Ник је полицајац, агент за борбу против дроге и недавно је унапређен. Као полицајац, он мора да ухапси Дејла, али му верује на реч и оставља га на слободи.
Одељење је добило тајне информације, да је Дејл умешан у снабдевање велике пошиљке дроге из Мексика. ФБИ ће искористити МекКјусика - само он зна како изгледа нарко-бос Карлос, који ће посетити Сједињене Државе. Дејл не жели да буде увучен у операцију хапшења Карлоса. Ник покушава да заштити свог пријатеља, али не може. ФБИ га је упозорио да ће, ако Дејл не буде сарађивао, неизбежно бити осуђен на затворску казну. Тешка веза између пријатеља ескалира до крајњих граница, након што се нађу између жене коју обоје воле - Џо Ен Валенари, власнице ресторана.

## Улоге
- Мел Гибсон као Дејл „Мек“ МекКјусик
- Мишел Фајфер као Џо Ен Валенари
- Курт Расел као поручник детектив Николас „Ник“ Фриша
- Раул Хулија као Карлос/ командант Хавијер Ескаланте
- Џ. Т. Волш као ДЕА агент Хал Магвајер
- Габријел Дејмон као Коди МекКјусик